# Інтерналізація (соціологія)
У соціології та інших соціальних науках інтерналізація означає прийняття індивідом набору норм і цінностей (встановлених іншими) за допомогою соціалізації.
Джон Фінлі Скотт описав інтерналізацію як метафору, в якій щось (тобто ідея, концепція, дія) переміщується ззовні розуму чи особистості до місця всередині неї. Структура та події суспільства формують внутрішнє «я» людини, і цей процес може бути зворотнім.
Процес інтерналізації починається з вивчення того, що таке норми, після чого людина проходить через процес осмислення того, чому вони мають цінність або чому вони мають сенс, поки, нарешті, вона не прийме норму як свою власну точку зору. Вважається, що інтерналізовані норми є частиною особистості людини й можуть проявлятися в її моральних вчинках. Однак існує також різниця між внутрішньою прихильністю до норми й тим, що людина демонструє зовні. Джордж Мід ілюструє, через конструкти розуму та самості, те, як зовнішні норми впливають на інтерналізацію індивіда. 
Одна річ, яка може вплинути на те, що людина засвоює, — це рольові моделі. Рольові моделі часто прискорюють процес соціалізації та сприяють інтерналізації: якщо людина, яку вона поважає, бачить, що вона підтримує певний набір норм, вона з більшою ймовірністю буде готова прийняти ці норми, а отже, інтерналізувати їх. Це називається процесом ідентифікації. Інтерналізація допомагає людині визначити, хто вона є, і створити власну ідентичність та цінності в суспільстві, яке вже створило для неї набір цінностей і практик, що є нормою.
Оксфордський американський словник визначає «інтерналізувати» як «зробити (ставлення або поведінку) частиною своєї природи шляхом навчання або несвідомої асиміляції: люди засвоюють гендерні стереотипи та інтерналізують їх». Через інтерналізацію люди приймають набір норм і цінностей, встановлених іншими людьми, групами або суспільством в цілому.
Лев Виготський, піонер психологічних досліджень, запровадив ідею інтерналізації у своїх широких дослідженнях дитячого розвитку. Виготський дає альтернативне визначення інтерналізації — внутрішня реконструкція зовнішньої операції. Він пояснює три стадії інтерналізації:
1. Операція, яка спочатку являє собою зовнішню діяльність, реконструюється і починає відбуватися внутрішньо.
2. Міжособистісний процес перетворюється на внутрішньоособистісний.
3. Перетворення міжособистісного процесу на внутрішньоособистісний є результатом довгої серії подій розвитку.